# Editorial Molino
L'Editorial Molino va ser creada a Barcelona (Catalunya) el 1933 per iniciativa de Pablo del Molino Mateus (1900 -1968) amb la visió de crear una col·lecció de novel·la accessible per al gran públic. En els seus setanta-un anys d'existència es convertí en una de les editorials catalanes de referència en els gèneres infantil, juvenil, i de novel·la policíaca. El 2004 va ser absorbida pel grup RBA, que manté el nom com segell d'algunes col·leccions.

## Orígens
Pablo del Molino Mateus era fill d'un registrador de la propietat, Pablo de el Molino Martín (Cartagena, Espanya) i de Concepció Mateus Massana (Valladolid, Espanya). Concepció Mateus va heretar a 1923 (juntament amb els seus 7 cosins germans) de l'il·lustre pròcer barceloní Agustí Massana i Pujol (1855-1921), fundador també de l'Escola Massana. Juli Gibert Mateus, fundador, entre altres empreses, de El hogar y la moda, li va proposar a la seva cosina germana Concepció Mateus invertir l'herència rebuda d'Agustí Massana en accions d'una editorial que ell promovia, l'Editorial Joventut. D'aquesta manera Concepció Mateus i el seu fill Pablo del Molino Mateus van entrar a formar part del consell d'administració de la societat, dirigida per José Zendrera. A l'any 1930 Pablo del Molino va ser nomenat sotsdirector d'Editorial Joventut. Editorial Joventut va promoure en aquesta època la col·lecció La Novel·la Rosa, dedicada a narracions de tall sentimental i costumista.
A l'any 1933 Pablo del Molino va renunciar al seu càrrec de sotsdirector d'Editorial Joventut per fundar Editorial Molino. Pablo del Molino afavoria publicar un tipus de novel·la d'aventures i policíaques provinents del món anglosaxó, enfront de la línia editorial de Editorial Joventut, més enfocada en autors francesos i alemanys, d'aventures orientades a un públic juvenil. Editorial Molino ja va publicar el seu primer títol el 10 de novembre de 1933, el número I de la Biblioteca Oro (Serie Azul), titulat El Ruiseñor del Noroeste (Singer in the Wilderness), de William Byron Mowery. Aquest mateix any va llançar la Serie Popular Molino i la col·lecció de contes infantils Marujita.
Editorial Molino es va especialitzar en un gènere que podria definir-se com "popular": novel·les d'aventures, novel·les policíaques, històries de paisatges llunyans o en èpoques pretèrites, i va fer popular el seu logotip: un molí de vent negre sobre dos llibres un a sobre de l'altre.

## Època de Pre-guerra
En aquesta primera època de la pre-guerra, Editorial Molino va llançar la publicació de la Biblioteca Oro dedicada a tres gèneres literaris: la novel·la policíaca (Serie Amarilla), la novel·la d'aventures i la novel·la de capa i espasa (Serie Roja) i la novel·la de l'Oest (Serie Azul). Entre elles es van publicar diverses novel·les d'Agatha Christie i van destacar les novel·les d'ambient històric de Rafael Sabatini. La col·lecció Biblioteca Oro va publicar 670 títols i va deixar de publicar-se en 1970.
Durant la pre-guerra es va publicar també la revista revista Mickey, de la qual va ser director el periodista José María Huertas Ventosa, i el primer número va aparèixer el 7 de març de 1935. La revista va fundar el primer Club de Lectors i va arribar a assolir els 55.000 socis, als quals se'ls proporcionava un carnet i una insígnia. La revista va publicar tires de premsa, entre elles Jim el Temerario de Alex Raymond i La Reina de los Piratas de Milton Caniff. També s'incloïen en ella versions serialitzades de novel·les de Jules Verne i Emilio Salgari, dibuixades per Emilio Freixas. La revista Mickey va aconseguir la publicació de setanta-quatrè números fins al 8 d'agost de 1936, segons José María Huertas Clavería.
Editorial Molino no va tornar a publicar còmics fins a l'any 1965, amb la traducció de còmic francobelga de gran qualitat de la Col·lecció Piloto, dintre de la qual va publicar Astèrix en àlbum per primera vegada a tot l'estat espanyol, tot i que només en va publicar tres números. Les altres sèries que incloïa el segell van ser Tanguy et Laverdure i Jerry Spring, de les que van publicar dos i tres números respectivament. El segell es va orientar cap a la literatura infantil i juvenil i només va publicar algun altre llibre amb historietes a mitjans dels anys vuitanta.
Editorial Molino va publicar també la col·lecció Hombres Audaces basades en novel·les populars antecessores del còmic, i conegudes com Pulp Magazines, que tenien gran èxit als Estats Units. Entre elles van destacar Doc Savage (ciència-ficció), Bill Barnes (aviació), Pete Rice (oest) i La Sombra (misteri). La col·lecció va començar a l'abril de 1936, publicant-18 títols, i es va interrompre al juliol de 1936 a causa de la Guerra Civil Espanyola.

## De la Guerra Civil a la Postguerra
La Guerra Civil va paralitzar la revista i tots els nous projectes. Pablo del Molino Mateus va decidir emigrar a l'Argentina el 1937 per així continuar funcionant, i es va establir a Buenos Aires al carrer Migueletes 1022, on va tenir els seus propis tallers gràfics. El seu germà Luis del Molino Mateus continuava mentrestant al front de l'editorial barcelonina.
A la postguerra, a l'any 1941, es va reiniciar la col·lecció Homes Audaces, que va arribar als 174 títols, i que va concloure en 1949 per dificultats d'edició. No va reeditar la Revista Mickey a causa del problema d'aconseguir paper i pagar els drets en divises, difícil en la postguerra espanyola. A l'any 1947, Luis del Molino Mateus va passar a ser oficialment soci amb un 45% de les participacions de l'empresa (quedant la resta per a Pablo del Molino Mateus).
A l'any 1952, Pablo del Molino Mateus va decidir tornar a Espanya i liquidar les seves instal·lacions a Buenos Aires, a causa de la difícil situació política i laboral a l'Argentina. En canvi, la situació a Espanya havia millorat molt i el paper ja no escassejava. Amb el retorn de Pablo del Molino Mateus es va renovar la presentació de moltes col·leccions, especialment de Biblioteca Oro i es va començar la publicació de Selecciones de Biblioteca Oro, entre les que ja destacava Agatha Christie.
En aquesta època es van publicar també les sèries d'Emilio Salgari i amb cobertes de Riera Rojas, les novel·les de Jules Verne, Karl May i la sèrie de Guillermo Brown (Just William) de Richmal Crompton amb cobertes de Noiquet (Joan Beltrán Bofill) i Angel Badia Camps. També s'inicia la publicació de la sèrie Aventura de Enid Blyton.
En aquesta època també es va publicar la sèrie Cuentos de Hadas, moltes amb il·lustracions de Emilio Freixas, així com les col·leccions Historia y Leyenda y Mis primeros Cuentos.
A l'any 1962 l'Editorial es va traslladar al carrer Calàbria 166, amb edifici i magatzems propis. Es publiquen en aquesta època col·leccions com Violeta, dedicada a el món laboral femení, Como y Por Qué, amb respostes a les preguntes més freqüents dels adolescents de l'època, així com Visitando otros países, sèrie de referència de caràcter turístic, en una època en què encara no s'havia iniciat el turisme de masses.
A l'any 1968 mor Pablo del Molino Mateus i li passa a la direcció de l'editorial el seu fill Pablo del Molino Sterna (1937-2000), que ja treballava a l'editorial des del seu retorn de Argentina el 1953 i havia adquirit àmplia experiència. També comença el 1970 a treballar a l'editorial Luis Antonio del Molino Jover (fill de Luis del Molino Mateus) (1945-) al finalitzar els seus estudis d'Enginyer Industrial.

## De 1970 a l'actualitat
Comença la publicació de la sèrie juvenil Alfred Hitchcock y los tres investigadores, una sèrie de suspens amb la peculiaritat que estava escrita per diversos autors que li imprimien una gran varietat de ritme i estils que la diferenciaven de la resta de les sèries juvenils que es publicaven en aquella dècada. Els anys vuitanta van destacar per la publicació de sèries juvenils com Las gemelas de Sweet Valley de Francine Pascal, de la qual es van fer tres sèries: Las Gemelas, Escuela superior i Universitarias.
Als 90, Editorial Molino es va orientar cap a llibres infantils molt il·lustrats i de gran qualitat. Va ser pionera en la presentació de nous tipus de llibres de com els Libros gigantes infantils, així com els Cuentos sonoros, llibres amb xips que emeten sons i melodies de cançons populars.
En que fa a literatura juvenil en els 2000, Editorial Molino va apostar per sèries de divulgació que introdueixen als joves en temes seriosos com la Història, la Ciència, la Cultura però de forma divertida, buscant les parts més truculentes i menys divulgades. Les col·leccions van ser per exemple Esa horrible ciencia, Esa horrible historia, Esa gran cultura.
A l'any 2000, mor Pablo del Molino Sterna i la direcció queda en mans de Luis Antonio del Molino Jover. El juny de 2004, el Grup RBA (Barcelona) va comprar l'Editorial Molino i va integrar les publicacions de l'Editorial Molino com a RBA Molino, una etiqueta editorial del Grup RBA. Al maig de 2021, Penguin Random House Grupo Editorial va adquirir l'Editorial Molino del grup RBA.

## Transcendència
L'Editorial Molino, fruit dels seus setanta anys d'activitat, va publicar nombroses obres que avui en dia han adquirit notable valor entre col·leccionistes: els llibres de Guillermo Brown escrits per Richmal Crompton; Old Shatterhand i Winnetou, Hercules Poirot, Bill Barnes, La Sombra, Aventuras a la selva o al desert, els misteris d'Enid Blyton, la fantasia dels relats infantils, les novel·les de Cecil Bernard Rutley... prop de 10.000 títols. Un dels grans èxits d'aquesta companyia va ser l'edició de la '''Revista Mickey''', que el 1936 va aconseguir reunir a més de 55.000 socis, així com la seva col·lecció per a adults Biblioteca Oro i Selecciones de Biblioteca Oro. Per això va comptar amb bons il·lustradors, entre els que va destacar especialment el pintor i dibuixant Roc Riera Rojas (1913-1992), que va realitzar per a l'editorial centenars de portades.
Als anys quaranta es va imposar sobre qualsevol altra col·lecció la Biblioteca Oro amb novel·les policíaques, inclòs Arthur Conan Doyle, i els grans mestres de la novel·la romàntica de capa i espasa, com Rafael Sabatini, i del gènere d'aventures, com Karl May, Jules Verne o Emilio Salgari. També es van fer sèries de manuals populars sobre temàtiques diverses.
En els anys cinquanta es van editar les novel·les d'Agatha Christie en sèries de gran acceptació i que s'han continuat publicant fins a l'actualitat: un conjunt que reuneix prop de deu milions d'exemplars venuts. El 1978 l'editorial publica en castellà en exclusiva la llarga autobiografia pòstuma d'Agatha Christie en edició única (traducció de Diorki S.L.).
El cinema i la televisió han popularitzat alguns dels personatges publicats per l'Editorial Molino, com l'entremaliat Guillermo Brown de Richmal Crompton o l'Old Shatterhand de Karl May, que a la gran pantalla va interpretar Lex Barker, sense oblidar les nombroses adaptacions dels textos de Jules Verne que s'han fet per al cinema.